# Marcel Jeanjean
Marcel Joseph Jeanjean, né à Sète le 31 janvier 1893 et mort à Soisy-sur-École (Essonne) le 25 juillet 1973, est un illustrateur français, notamment fécond dans le domaine de l'aviation.

## Biographie
Il fait son service militaire dans la cavalerie (6e régiment de hussards) lorsque éclate la  Première Guerre mondiale. Il connaît les tranchées, où son talent de dessinateur s'exprime, dès février 1915, dans Le Canard poilu, journal du front, dont il réalise le bandeau de Une, et dans son supplément illustré Le Lapin à plume. 
Puis il demande à servir dans  l'aviation et obtient d'être affecté au 1er Groupe d'aviation de Dijon-Longvic en juin 1917. Il est breveté pilote militaire le 22 septembre 1917. Il croque la vie quotidienne de son escadrille sur des carnets dont il tirera plus tard un album de croquis estimé et recherché, Sous les cocardes (1919). Nommé peintre du Département de l'Air (1933), Jeanjean continuera une activité parallèle d'illustrateur pour des publications civiles, en grande partie destinées à la jeunesse (« Les Aventures de Tique et Toque » et « Parlons d'aviation » dans Pierrot , Fondation de la Jeunesse nouvelle, Le Sourire, etc.). Sa carrière d'illustrateur sera tout du long influencée par son goût pour les avions en particulier et pour les machines (dirigeables, tanks, navires, etc.) en général. Elles tiennent une place de choix dans les aventures de Fricasson (Les Aventures de Fricasson, 1925, Les Nouvelles aventures de Fricasson, 1926), remarquables récits pédagogiques. Les aventures de ce jeune globe-trotter accompagné de son chien précèdent de quatre années les premières aventures du Tintin de Hergé.
Il illustre aussi les œuvres de Raoul Mortier (Les Farces du Moyen Âge, les Quinze Joies du Mariage), de François Villon, de Léopold Sedar Senghor (La belle histoire de Leuk le Lièvre), Alphonse Daudet (Lettres de mon moulin), etc.
Il est également l'auteur d'une planche dessinée en couleurs illustrant la Promenade du Bœuf Gras du 19 mars 1936, dernier très grand cortège carnavalesque du Bœuf Gras sorti à ce jour à Paris.
Il fut aussi le « publicitaire » des usines d'aviation Amiot (installées à Colombes) en illustrant des objets publicitaires comme des assiettes en porcelaine de Limoges, des cendriers, etc., avec un humour certain entre les dessins proprement dits et les légendes y afférentes.

## Œuvre

### En tant qu'auteur
- Sous les cocardes, scènes de l'aviation militaire, préface du capitaine Madon, 1919, rééd. 1964, 1992
- Gulliver à Lilliput : voyage au pays des nains, 1920
- Gulliver chez les géants, 1920
- Les Aventures de Fricasson, 1925, rééd. 1991
- Les Nouvelles Aventures de Fricasson, 1926, rééd. 1930, 1992
- Fricasson en sous-marin, 1927
- La Découverte de l'oncle Pamphile, 1931
- L'Aviation, préface du marechal Lyautey, 1932
- Parlons d'aviation, 1933
- Les Conquérants du ciel, 1943
- Christophe Colomb le mystérieux, 1944
- Les Étapes de l'aviation, 1945, rééd. 1948
- Les Fantastiques Aventures de Cadet et Cadette dans la planète Mars, 1950-1960 (album de 10 pages et 64 vignettes autocollantes  que l'on trouvait dans les plaquettes de chocolat et les paquets de café vendus dans les magasins Familistère .)
- Les Merveilleuses Aventures de Cadet et Cadette au fond des mers
- Les Étonnantes Aventures de Cadet et Cadette en Afrique Noire
- Les Étonnantes Aventures de Cadet et Cadette en Asie
- Les Dramatiques Aventures de Cadet et Cadette en Océanie
- Les Nouvelles Aventures de Cadet et Cadette en Amérique du Sud.
- Des ronds dans l'air, 1967
- Les Fabuleuses Aventures de Fricasson, 1991
- Les Extravagantes Aventures de Fricasson, 1993

```
 série de lithographies en couleurs 
Les Sept Péchés capitaux
 (incomplète de la planche 
L'Avarice
 - arch. pers.) 
```

### En tant qu'illustrateur
- Les Marches des soldats de France, 1923
- Le Vin à travers l'Histoire, in volumes 4 et 5, 1924-1927
- Comité français de propagande aéronautique, L'Aviation commerciale, 1926
- Anonyme, Histoire du livre et d'une librairie moderne, Aristide Quillet, 1927
- Jérôme Doucet, Marcel Jeanjean (ill. colorisé au pochoir), Les Souhaits merveilleux, L’Édition d'Art H. Piazza, 1932
- Raoul Mortier, Marcel Jeanjean (ill.), Rabelais : sa vie, son œuvre, Union latine d'édition, 1933
- Les Farces du Moyen Âge, commenté par Raoul Mortier, 1937
- Les Quinze Joies du Mariage, commenté par Raoul Mortier, 1937
- François Villon, l'œuvre, commenté par Raoul Mortier, 1937
- Willy Coppens de Houthulst, L'Homme a conquis le Ciel, Hachette, Paris, 1937
- Histoire de France, Librairie Hachette, 1937
- Alerte aux avions : manuel officiel élémentaire de défense passive contre les attaques aériennes, rédigé par les services de la défense et de l'éducation nationales, Paris, Hachette, 1940
- Le Pilotage d'un avion, in Voyage au pays des nuages, par Émilie Bertrand, Antoine de Saint-Exupéry à Cap Juby, Le Pilotage d'un avion, 1951, rééd. 1952
- Henriette Robitaillie, Voyage au bout de la mer, illustration de couverture, Nouvelles éditions latines, 1952[4].
- Léopold Sédar Senghor, La Belle Histoire de Leuk-le-Lièvre, 1953, rééd. 1971, 1990, 2001
- Premier roman anglais, méthode de langues Mentor, 1957
- Premier roman d'allemand, quatre inséparables : Franz, Hilda, Puppi, Jako, méthode de langues Mentor, 1957
- Galli duo, ou Deux jeunes Français chez les Anciens, méthode de langues Mentor, 1963
- Alphonse Daudet, Lettres de mon moulin, 1954
- Histoire du livre et d'une librairie moderne, 1962